# Alois Folkmann
Alois Folkmann (13. října 1850 Zadní Doubice – 3. prosince 1917 Praha) byl český kameník a sochař.

## Život
Alois Folkmann se narodil v osadě Zadní Doubice v rodině lesního Jana Folkmanna a jeho ženy Františky roz. Pavikovské. Zprvu se ve své domovině věnoval práci zručného kameníka a záhy si uvědomil svůj talent při pobytu ve starobylé České Kamenici. Záhy odešel do Prahy a jelikož neměl možnost akademického vzdělání, stala se mu na čas učilištěm sochařská dílna Tomáše Seidana, kde se počal věnovat i sochařině.
V roce 1875 se oženil s Annou Dimmerovou a měl s ní dva syny, Johanna (* 1875) a Josefa (* 1877), který však ve dvou letech zemřel. Později navštěvoval ateliér modeléra a sochaře B. Schnircha, ale kamenictví bylo stále jeho obživou. Učil se rovněž u o dva roky staršího a tehdy již uznávaného Josefa Václava Myslbeka.
Postupem času se stal skvělým dekoratérem a uznávaným tvůrcem modelérských prvků a plastik pražských i mimo pražských budov. Velmi často spolupracoval i se svým synem Hanušem, který byl rovněž uznávaným sochařem. V roce 1890 představil své portrétní umění na výstavě Krasoumné jednoty zdařilou podobiznou paní Johanny Schwarzové a za dva roky představil na výstavě zdařilou patinovanou sádru s názvem „Medúza“.
K jeho dílům patří, krom jiných např. sochařské prvky a plastiky na pražské Živnostenské bance, na Zemské bance a na výzdobě Wilsonova nádraží, kde pracoval společně se svým synem.
Alois Folkmann zemřel 3. prosince roku 1913 a následně byl pohřben na Olšanech.